# Jason Brandt
Pour les articles homonymes, voir Brandt.
Jason Brandt est un compositeur et producteur américain né le 30 décembre 1973 à Sioux Falls, Dakota du Sud (États-Unis).

## Filmographie

### comme compositeur
- 1994 : Extra (série télévisée)
- 1999 : A World Named Jimmy
- 2001 : Crossruff
- 2002 : Hung Up On Elena
- 2002 : Two Altercations
- 2002 : Late
- 2002 : Going Home
- 2002 : Celebrity Justice (série télévisée)
- 2002 : Outside
- 2002 : Night Surf
- 2003 : Blind Eye (vidéo)
- 2003 : Childless by Choice
- 2003 : Ellen: The Ellen DeGeneres Show (série télévisée)
- 2003 : The Sharon Osbourne Show (série télévisée)
- 2003 : Lost
- 2004 : Faded
- 2004 : Stop That Cycle
- 2004 : Latchkey
- 2004 : Compton Cowboy
- 2004 : Spoonaur
- 2004 : Valley PD Blue
- 2004 : Take Me Somewhere Nice
- 2004 : The Standard v.15
- 2004 : The Cross-Eyed Fiddlin' Yak
- 2005 : The Passing
- 2005 : Dr. Rage
- 2005 : Dogg's Hamlet, Cahoot's Macbeth
- 2005 : 976-Lars
- 2005 : Reflections
- 2005 : Repossessing Kaufman
- 2005 : Loonar
- 2005 : Into the Maelstrom
- 2006 : Something's Wrong in Kansas
- 2006 : Inside
- 2013 : Froid comme la vengeance (The Contractor) (TV)
- 2019 : Virtual Games (Max Winslow and the House of Secrets) de Sean Olson (en)

### comme producteur
- 2004 : Latchkey